# Yuliya Levina
Pour les articles homonymes, voir Levina.
Yuliya Levina (née le 2 janvier 1973 à Saratov) est une rameuse russe.

## Biographie

### Palmarès

#### Aviron aux Jeux olympiques
- 2000 à Sydney,  Australie
  -  Médaille de bronze en quatre de couple[1]